# День українського кіно
Де́нь украї́нського кіно́ — національне професійне свято працівників кінематографії, яке відзначається в Україні щорічно у другу суботу вересня.

## Передісторія
Історія українського кінематографа почалася у вересні 1896 року в місті Харкові, де фотограф Альфред Федецький зняв кілька короткометражних документальних сюжетів, а в грудні в Харківському оперному театрі він же влаштував перший публічний кіносеанс у Російській імперії. 1930-й рік був ознаменований показом першого звукового фільму «Ентузіазм: Симфонія Донбасу» режисера Д. Вертова.

## Встановлення свята
«День українського кіно» отримав статус офіційного державного професійного свята в 1996 році. 12 січня 1996 року в Києві, другий Президент України Леонід Кучма підписав Указ № 52/96 «Про день українського кіно», який наказував відзначати цю дату щорічно у другу суботу вересня місяця. В указі йдеться, що нове професійне свято в країні вводиться «на підтримку ініціативи працівників кінематографії України».